# Кечур Роман Володимирович
Кечур Роман Володимирович — український психіатр, психотерапевт, психоаналітик, громадський діяч.
Кандидат медичних наук.
Керівник програми Психологія Українського Католицького Університету.
Доцент кафедри психіатрії та психотерапії Львівського національного медичного університету ім. Данила Галицького.
Дійсний член Європейська асоціація психотерапевтів. Навчаючий психоаналітик Європейської конфедерації психоаналітичних психотерапій.
Тема кандидатської дисертації — «Соматоформні больові розлади (клініко-типологічне дослідження)» (1999).
Участь в Українській спілці психотерапевтів: супервізор, голова Ради навчаючих психотерапевтів, голова Секретаріату.Практикує психоаналіз.
Автор близько 30 наукових праць.

### Основні публікації
- «Сучасні діагностичні критерії депресивних розладів у контексті їх соціально-культурного розуміння» С.С. Кирилюк, Р.В. Кечур, О.О. Фільц - Вісник психіатрії та психофармакотерапії, 2007.
- «Стан системи Селф у пацієнтів інволюційного віку з нарцистичною патологією особистості» М.М. Пустовойт, Р.В. Кечур - Вісник психіатрії та психофармакотерапії, 2009.
- «Соматоформні больові розлади (клініко-типологічне дослідження)» Р.В. Кечур - 1999.

## Тексти, виступи, інтерв'ю
- Magna carta, Тарас Бульба і Данило Галицький // Zbruch, 13.02.2013 [Архівовано 13 Грудня 2014 у Wayback Machine.]
- Революція незавершеної сепарації (інтерв'ю) // «Студія Захід з Антоном Борковським», Espresso TV, 27.11.2013 [Архівовано 13 Грудня 2014 у Wayback Machine.]
- Ще не пережита катастрофа (інтерв'ю) // «Студія Захід з Антоном Борковським», Espresso TV, 26.02.2014 [Архівовано 13 Грудня 2014 у Wayback Machine.]
- Не загинути під уламками імперії (інтерв'ю) // «Студія Захід з Антоном Борковським», Espresso TV, 2.08.2014 [Архівовано 13 Грудня 2014 у Wayback Machine.]
- Внутрішній конфлікт чи акт аґресії. Виступ за круглим столом «Криза в Україні: психотератевтичний підхід», Відень, 5-6 грудня 2014 р. [Архівовано 13 Грудня 2014 у Wayback Machine.]